# Giovanni Fulco
Giovanni Fulco (Messina, 1605 – Roma, 1680) è stato un pittore italiano attivo in Sicilia in epoca barocca.

## Biografia
Allievo di Antonino Catalano il Giovane a Messina, completa la formazione artistica con Massimo Stanzione a Napoli, affinando lo stile del chiaroscuro tipico del Caravaggio e alla pennellata elegante di Guido Reni. A Messina è autore di affreschi e pale d'altare. A causa della rivolta antispagnola del 1674 è costretto ad abbandonare la Sicilia. Dopo Napoli, si stabilì a Roma, ove morì nel 1680.
I disegni, cartoni preparatori, bozzetti di sua proprietà sono stati preservati dal pittore Carlo Maratta. La maggior parte delle opere siciliane hanno subito le devastazioni del terremoto di Messina del 1908.
Uno dei suoi studenti a Messina fu Giovanni Lo Coco.

## Opere

### Messina e provincia

#### Messina
- XVII secolo, Ciclo, affreschi realizzati in collaborazione con Giovanni Quagliata, opere documentate nella chiesa di Gesù e Maria in San Giovanni.[1][2]
- XVII secolo, Stimmate di San Francesco e Pietà, dipinti su tavola, opere documentate nella chiesa del chiesa di Santa Chiara.[3][4]
- XVII secolo, San Domenico e San Francesco, dipinti su tavola, opere documentate nella chiesa di Santa Barbara degli Artiglieri.[5][4]
- XVII secolo, Natività della Vergine, olio su tela, opera documentata nella Congregazione della Natività.[4]
- XVII secolo, Angelo Custode, olio su tela, opera documentata nella sacrestia della chiesa di Gesù e Maria delle Trombe.[4]
- 1672, Decollazione di San Giovanni, olio su tela, opera documentata nella sacrestia della chiesa dei Padri Cassinesi.[4]
- Chiesa della Santissima Annunziata dei Teatini:
  - XVII secolo, Ciclo, affreschi raffiguranti la Trinità, Storie di Golia e Sansone, Storie dell'Imperatore Costantino, Papa Paolo IV Carafa e Simeone Carafa Arcivescovo Messinese, opere documentate nella Cappella del Santissimo Crocifisso e nella Cappella di San Gregorio Taumaturgo.[6][1]
  - XVII secolo, Ciclo, affreschi con raffigurazione della Nascita di Maria, opere documentate nella sede della Congregazione della Nascita della Vergine Santissima.[6][1]
  - XVII secolo, Ciclo, affreschi con Quadroni e raffigurazioni dei Profeti nelle lunette, opere documentate nella Congregazione della Nascita della Vergine Santissima.[1]
- Chiesa di Gesù e Maria di Terranova:
  - XVII secolo, Gesù e Maria, dipinto, opera documentata sull'altare maggiore.[4]
  - XVII secolo, San Francesco, Sant'Antonio, San Pietro, Sant'Andrea, dipinto, opera documentata sull'altare del Crocifisso.[4]
  - XVII secolo, Sposalizio di Santa Caterina e San Paolo e San Domenico, dipinti su tela, opere documentate.[4]

#### Torre Faro
- XVII secolo, Pietà, dipinto su tavola, opera documentata nella chiesa di Santa Maria Assunta di Faro Superiore, Ganzirri.
- XVII secolo, Stimmate di San Francesco e Pietà, dipinti su tavola, opere documentate nella chiesa Santa Maria della Lettera.

### Opere sparse
- XVII secolo, Martirio di Sant'Orsola e Compagni, olio su tela in collaborazione con Agostino Scilla e Antonino Catalano il Giovane.[4]
- 1674 - 1679, Ciclo, affreschi realizzati in collaborazione con Baldassarre Grasso nel coro, opere riportate alla luce durante i lavori di restauro effettuati nel 1922 nella basilica dei Santi Pietro e Paolo di Acireale.[4]
- XVII secolo, Ciclo, affreschi, opere realizzate nella chiesa dell'Immacolata Concezione ai Minoritelli di Catania.[4]